# На могилі
«На могилі» — ботанічна пам'ятка природи місцевого значення в Україні. Пам'ятка природи розташована на території Тернопільського району Тернопільської області, село Семенів, південна околиця, біля повороту на село Могильницю.
Площа — 9,60 га, статус отриманий у 1999 році.